# Понтекианале
Понтекиана̀ле (на италиански: Pontechianale; на пиемонтски: Pontchanal, Понтъчанал, на окситански: Pont e la Chanal, Понт е ла Чанал) е община в Северна Италия, провинция Кунео, регион Пиемонт. Административен център на общината е село Мадалена (Maddalena), което е разположено на 1614 m надморска височина. Населението на общината е 187 души (към 2010 г.).